# انتسو یاناچی
اِنتسو یاناچی (ایتالیایی: Enzo Jannacci؛ ‏تلفظ ایتالیایی: [ˈɛntso janˈnattʃi]؛ ‏ ۳ ژوئن ۱۹۳۵ – ۲۹ مارس ۲۰۱۳) ترانه‌سرا، بازیگر، آهنگساز، فیلم‌نامه‌نویس، کمدین، خواننده و نوازنده پیانو اهل ایتالیا بود. وی بین سال‌های ۱۹۵۶ تا ۲۰۱۱ میلادی فعالیت می‌کرد و به‌طور گسترده به عنوان استاد هنر موسیقی و کاباره شناخته می‌شود. انزو یاناچی، در کنار حرفهٔ اصلی‌اش به‌عنوان متخصص قلب و عروق، یکی از بنیان‌گذاران موسیقی راک اند رول ایتالیایی نیز به‌شمار می‌رود. او در کنار هنرمندانی چون آدریانو چلنتانو، لوئیجی تنکو و جورجو گابر که بیش از چهل سال با او همکاری داشت، نقشی مهم در شکل‌گیری این سبک موسیقی در ایتالیا ایفا کرد.
از فیلم‌ها یا برنامه‌های تلویزیونی که وی در آن نقش داشته است، می‌توان به زندگی دشوار، روزنگار سیاه، آن شب در وارن و سوءتفاهم‌های جزئی اشاره کرد.